# 佐贺县立香楠中学校及鸟栖高等学校
佐贺県立鸟栖高等女学校，是佐贺县鸟栖市古野町的县立中学校·高等学校。

## 沿革
1927年（昭和2年），“鸟栖钉外4ヶ村组合立鸟栖高等女学校”开校。
1929年（昭和4年），“佐贺县立鸟栖高等女学校”改称。
1948年（昭和23年）4月 ，学制改革，“佐贺县立鸟栖高等学校”（女子校）改称。
1949年（昭和24年）4月 ，男女共学实施。
1952年（昭和27年）4月 ，商业科设置。
1953年（昭和28年）4月 ，家政科设置。
1971年（昭和46年）4月 ，商业科分离、佐贺县立鸟栖商业高等学校。
1983年（昭和58年）4月 ，家政科募集停止。
1984年（昭和59年），体操场完成。 
1990年（平成2年），香楠会馆（同学会）完成。 
1994年（平成6年），校训制定。
2007年（平成19年）4月 ，中学校体育馆完成。

## 部活动
| - 田径部 - 排球部 - 体操竞技部 - 棒球部 - 台球部 - 篮球部 - 剑道部 - 柔道部 - 乒乓球部 - 网球部 | - 新闻部 - 科学部 - 福祉部 - 文艺部 - 音乐部 - 戏剧部 - 电影部 - 写真部 - 吹奏乐部 - 美术部 - ESS部（English Speaking Society） - 书道部 |

## 著名校友

### 棒球运动员
- 権藤博
- 内山正博
- 绪方孝市
- 前间卓
- 佐藤吉宏
- 丰福晃司

### 演员
- 园田英树
- 向井秀德

### 田径运动员
- 吉松育美
- 福光久代

### 记者
- 横尾诚